# Durene
Il durene, conosciuto anche come 1,2,4,5-tetrametilbenzene, è un composto organico facente parte degli alchilbenzeni, avente formula C6H2(CH3)4. Il durene è uno dei tre isomeri del tetrametilbenzene e tra questi è quello con il punto di fusione più alto. Mentre, infatti, il prehnitene (1,2,3,4-tetrametilbenzene) e l'isodurene (1,2,3,5-tetrametilbenzene) fondono, a condizioni di pressione standard, rispettivamente a -6,2 e -23,7 °C, il durene fonde a 79,2 °C, presentandosi, a condizioni ambiente, con l'aspetto di un solido incolore dal caratteristico odore dolce. Il motivo di un punto di fusione così insolitamente alto risiede nell'elevata simmetria molecolare del durene.

## Produzione
Il durene è un componente del catrame di carbone. La sua produzione in laboratorio avviene per metilazione di altri composti benzenici metilati come il p-xilene e lo pseudocumene, e proprio a partire da quest'ultimo fu creato per la prima volta nel 1870 da Paul Jannasch e Rudolph Fittig.
C6H4(CH3)2  +  2 CH3Cl   →   C6H2(CH3)4  +  2 HCl
L'odierno processo di produzione industriale del durene prevede l'alchilazione con metanolo di una miscela di xileni e trimetilbenzeni e la seguente separazione del durene dai suoi isomeri attraverso una cristallizzazione selettiva che sfrutta il suo elevato punto di fusione.
Il durene è un importante sottoprodotto della produzione di benzina a partire dal metanolo attraverso il processo chiamato Methanol to Gasoline.

## Reazioni ed utilizzi
Il durene è un arene elettron ricco e mostra una nucleofilia paragonabile a quella del fenolo, in virtù della quale la sua alogenazione risulta piuttosto semplice.
Industrialmente è utilizzato come precursore della dianidride piromellitica, ottenuta attraverso la sua ossidazione in fase gassosa, utilizzata nella produzione di adesivi, materiali da rivestimento ad alte prestazioni come le poliimmidi (ad esempio il Kapton) ed agenti vulcanizzanti.
C6H2(CH3)4  +  6 O2  →    C6H2(C2O3)2  +  6 H2O
La nitrazione del durene porta alla formazione del suo derivato dinitro-, precursore del durochinone, una molecola venuta ultimamente alla ribalta perché utilizzata nella realizzazione di un "nanocervello" elettronico.
Grazie al suo semplice spettro di risonanza magnetica nucleare composto da due segnali dovuti ai suoi due idrogeni aromatici e ai quattro gruppi metilici, il durene trova utilizzo anche come standard interno.

## Sicurezza
Il durene mostra una tossicità piuttosto alta per un idrocarburo aromatico, con una LD50 per somministrazione orale nei ratti di 180 mg/kg.